# مقاطعة دير لودج (مونتانا)
مقاطعة دير لودج (بالإنجليزية: Deer Lodge County)‏ هي إحدى مقاطعات ولاية مونتانا في الولايات المتحدة الأمريكية.